# Pugno
Il pugno è un attacco fisico, consistente nel colpire il bersaglio con la mano chiusa.

## Nello sport

### Pugilato
Nella boxe, i pugni sono l'unico attacco consentito. È permesso colpire l'avversario con la parte frontale del guantone ma non con il dorso, con il palmo e ruotando completamente il corpo prima di portare il colpo.

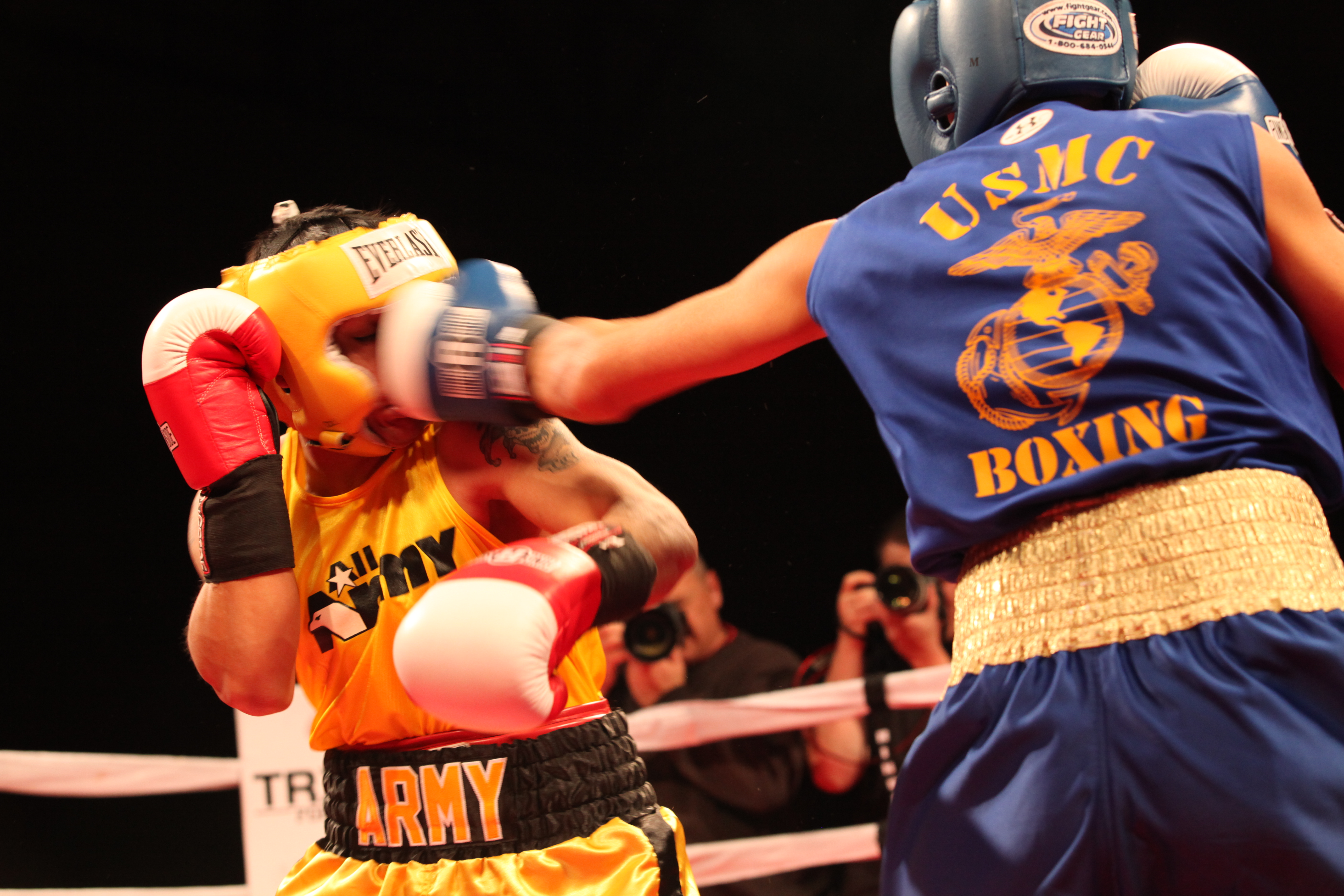
Un pugile attacca il suo avversario con un diretto al volto.

### Arti marziali
Nelle arti marziali, come alcuni stili di karate (tipo lo shotokan) dove il pugno deve essere controllato: qualora l'esecutore miri al viso, alla testa oppure al collo dell'avversario non deve avvenire il contatto con il bersaglio. È invece ammesso un leggero contatto con la zona addominale; l'eventuale pugno irregolare, così come altri colpi, comporta la squalifica dell'atleta.